# 4284 Kaho
A 4284 Kaho (ideiglenes jelöléssel 1988 FL3) a Naprendszer kisbolygóövében található aszteroida. Ueda Szeidzsi és Kaneda Hirosi fedezte fel 1988. március 16-án.